# エミール・フォン・フーフ
エミール・フォン・フーフ（Emil von Hoegh 、1865年 - 1915年）は、ドイツ生まれのレンズ設計者。文献によっては「ヘヨーグ」と表記するものがある。
古いデンマーク貴族の子孫で、シレジア地方に生まれ、ベルリンのカール・バンベルヒ（Carl Bamberg ）とホッケンハイムのハートマン・ウント・ブラウン（Hartmann & Braun GmbH & Co. KG ）で働いた。1891年フリーデナウのパウル・ヴェヒターに入社。
アナスチグマートを満たす対称型6枚構成の新型写真レンズを独学にて設計し、カール・ツァイスに売り込んだが採用されず、1892年ゲルツに就職した。このレンズは特許を取得し、ドッペルアナスチグマート・ゲルツ（Doppel-Anastigmat Görz ）として販売され市場から高い評価を得た。1904年に頭文字を取ってダゴールと改称された。
また4枚構成のレンズを設計し、ドッペルアナスチグマート・ゲルツIbとして発売し、これは後にセロールと改称された。
この他1900年に広角レンズハイペルゴンを設計している。
1902年健康上の理由で退職し、ロストック、ゴスラーに居住した。